# 劏房

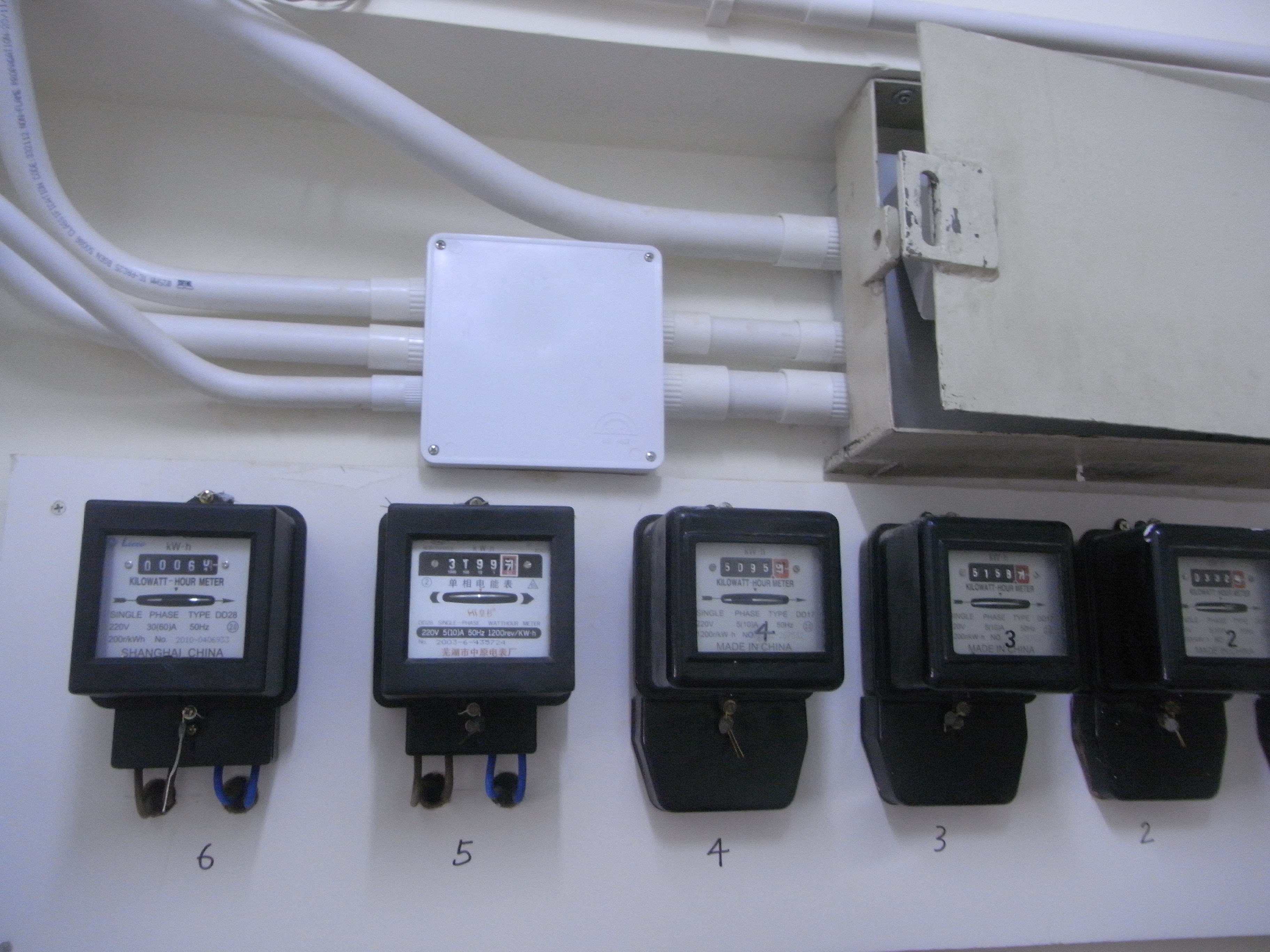
香港の劏房では、電気料金の支払いや分配を容易にするため、当初よりも多くの電力量計がフラットの外に設置される

劏房（とうぼう、イェール式広東語: tōng fóng）、行政用語では分間楼宇単位（分間樓宇單位、英語: Subdivided flat, Subdivided unit）は、広州、香港等南粤地域に見られる特殊な住宅ないし賃貸物件の形式である。唐楼等の一定の築年数のある建築物のほか、新築のものにも類似した部屋タイプを採用したものがある。これは、物件所有者または又貸しをする大家が、通常の居住用アパートを2つ以上の独立した小ユニットに分割し、販売または賃貸することを意味する。通常は各ユニットに台所が付く。

## 名称

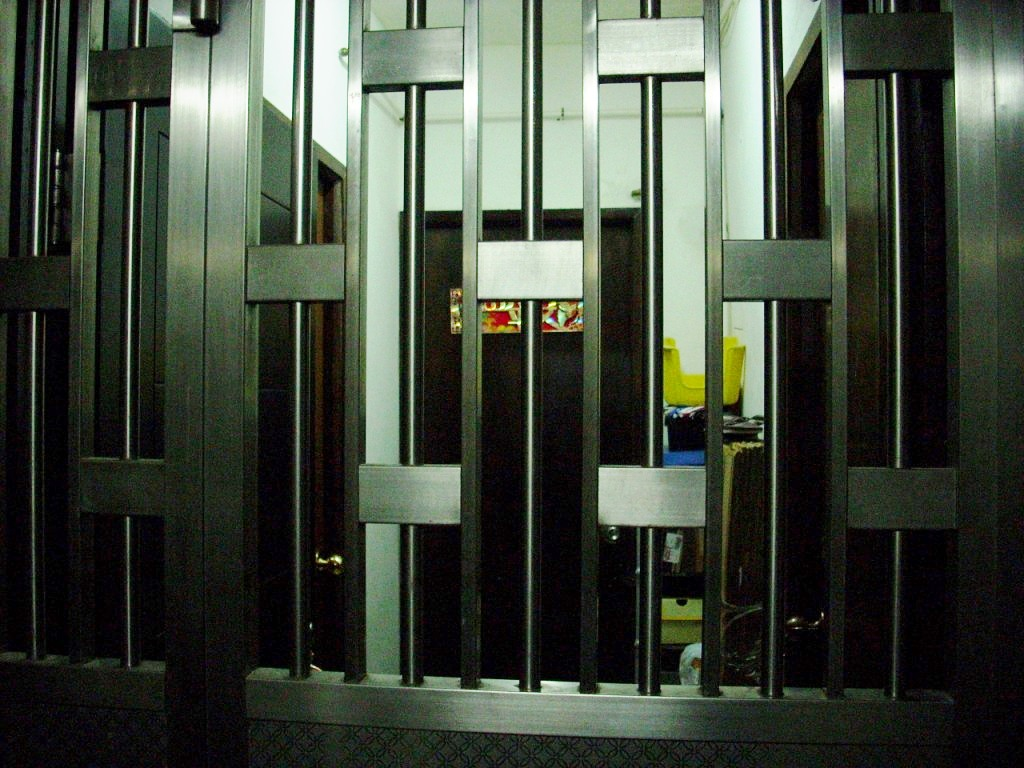
九龍廟街の劏房出入口にある、1つの正門と3つの木製ドア

「劏」は広東語で「切り開く」という意味があり、例えば「劏豬」とは屠殺した豚の腹を切り開くことを意味する。これと同様に、「劏房」は元の住居を低所得の家族や個人のために、通常より居住環境の良くない小さい賃貸ユニットに分割することを意味する。
劏房は必ずしも専用のトイレと浴室を備えておらず、その意味で「套房（英語: Studio Flats, Suite Rooms or Self Contained Flats）」とは言えない。板間房のような劏房では、全ての居住者は共用の便所を用いる。套房式劏房では、独立した浴室があるが、この場合も独立した台所が備わっているとは限らない。

## 香港

### 公共房屋

#### 初期に建築された集合住宅
1985年に公営住宅26棟の施工問題スキャンダルが露見した際には、問題の深刻な団地では、短期間で更地にする必要があったり、撤去前には鉄骨補強のために1～2階を空ける必要があった。当該団地の1～2人世帯を再入居させるため、房屋委員会は、大窩口邨、牛頭角下邨、秦石邨などで、後日取り壊される予定の、あるいは取り壊しの期限がない集合住宅（舊長型大廈、Y1型、第四型、第五型徙置大廈など）の標準的な空きフラットを「劏房」と俗称されるキッチン・トイレ共用の2つのユニットに分割した。こうした「劏房」ユニットの大部分は、90年代中葉には復元された。

#### 1980年代後期の集合住宅

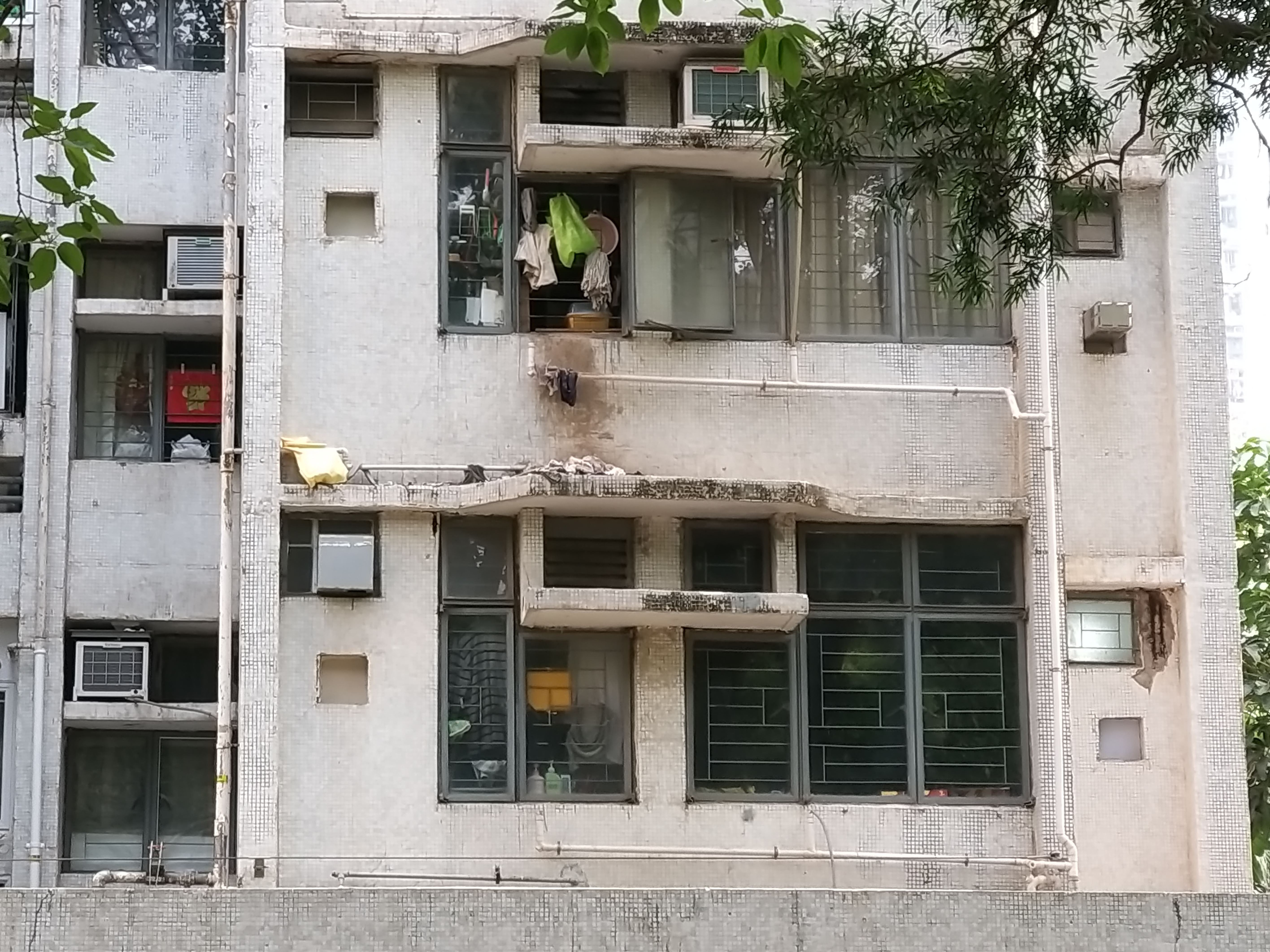
Y3型大廈の「劏房」

同じ理由で、政庁が《長遠房屋策略（長期的住宅戦略）》に基づいて臨時房屋区の整理を実施していることも相まって、房屋委員会では、1988年から1992年に完成した24棟のY3型公屋大廈（スターハウス。特に接収屋邨に指定されたもの）の各末端（A翼、C翼、または3つの端全て）にある大型間取りタイプC型（ベッドルームが2つ付いている）1～2戸を、3から6戸のキッチンやトイレが独立し、水道・電気メーターが個別に設置された通称「劏房」に分割した。このユニットの面積は、、最低150ft2余りであった。更には景林邨、峰華邨などにあるY4型大廈20棟や、多くの新長型および相連長型大廈でもこの「劏房」モデルが採用されたが、Y4型大廈では主にD型（3つのベッドルームがある）の間取りタイプで実施された。中でも1988年6月に竣工した良景邨の良偉楼と良俊楼は、香港で初めて狭義の「劏房」を備えた住宅となった。 これら「劏房」のほとんどは租者置其屋計画で販売されており、その新築販売価格は最低10万香港ドルほどとなった。
さらに1990年以降、Y3型公屋大廈の低層階にあるすべてのフラットが、3分割され、キッチン・トイレ共有の「長者住屋（高齢者住宅）」となった。これも性質上は「劏房」と相同である。管理の難しさと、これらのアパートのほとんどが租置屋邨にあり、回収・売却後に房屋委員会にかなりの収入をもたらすことができるため、これらのユニットは次々と回収されている。

#### 和諧式大廈
2000年2月、寝室3つのフラットの需要が減少する中、高齢者向けでない1人用アパートの供給を増やすため、房屋委員会は和諧式及新和諧式設計屋邨10棟で余剰となった寝室3室の標準設計フラット（特に和諧一型第五款大廈）を、多数の小規模フラットに分割することを決定した。その後、「孫九招（当時の房屋及規劃地政局局長孫明揚による9つの住宅政策）」によって健明苑居屋の一部が公屋に改変された結果（建明邨）、明日楼全体とその他の10階以上の建物を除き、建物の残りの階にあるすべての3寝室標準設計フラットは、1人用フラットと1寝室フラットに分割された。
さらに、一部の和諧式公屋大廈の低層階にあるすべてのフラットは、3世帯がキッチン・トイレを共有する「長者住屋」ユニットに分割され、「劏房」と同様の性質になっている。管理が難しいため、これらのフラットは徐々に通常の賃貸用フラットに戻りつつある。

### 民間住宅

#### 勃興

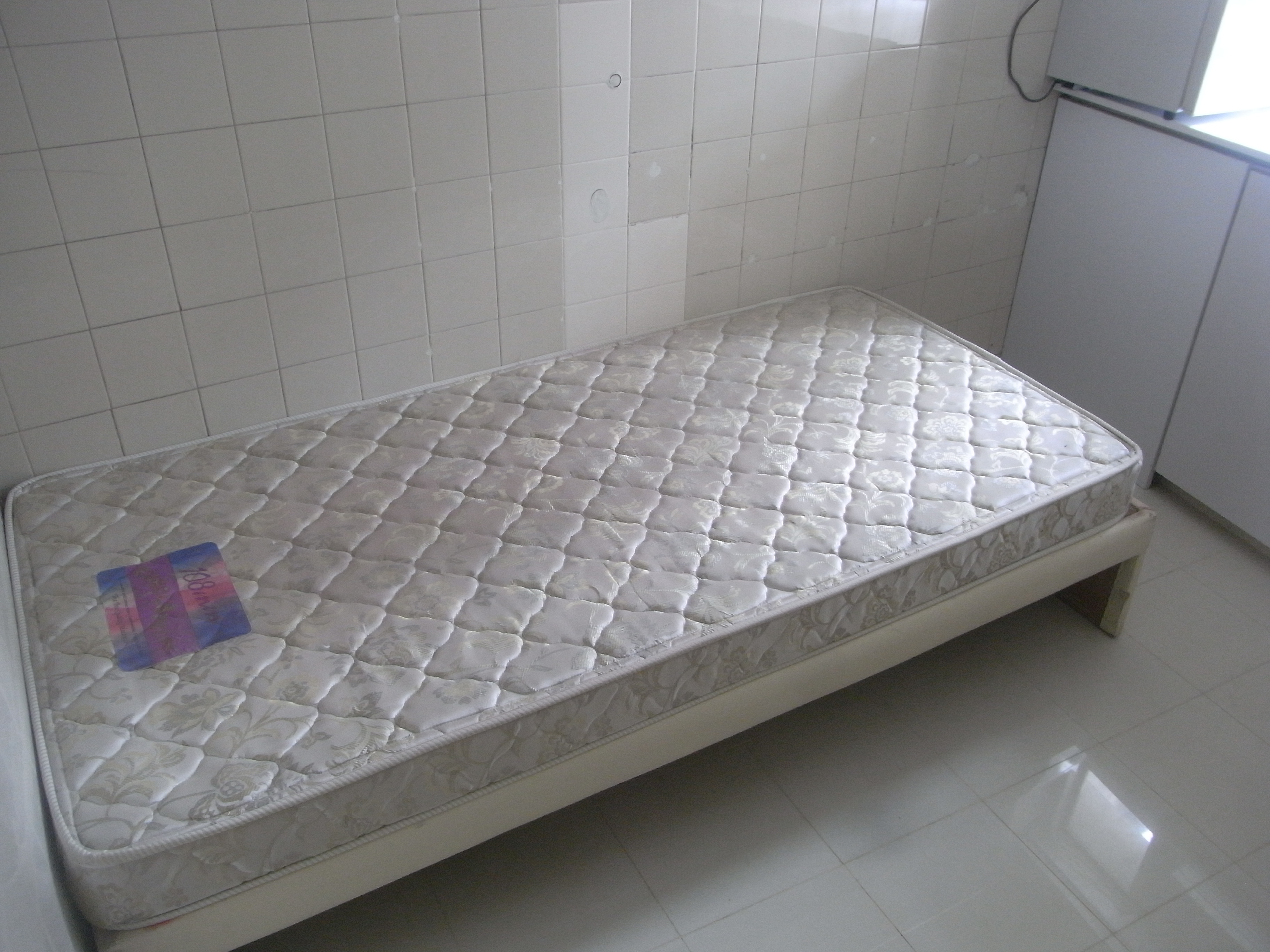
劏房内の主要設備はベッド1つ

2002年末に香港政府が「孫九招」を発表した後、2005年から2012年にかけて曽蔭権が行政長官を務めた期間は土地供給と住宅生産の抑制が長引いた結果、香港では将来的に住宅供給が不足し、不動産価格が急上昇したが、これは下層階級が依存している公営住宅でさえ無縁ではなかった。同時期、政府は公営住宅の新規建設を大幅に削減し、その結果曽政権下（および退任後の一時期）に完成した公営住宅の戸数は、前任の董建華政権下およびイギリス領時代と比べて激減した。住宅供給不足は民間家賃の高騰に拍車をかけ、公営住宅を割り当てられていない草の根層の多くは狭小な劏房しか借りられず、結果として劏房の需要が高まった。同時に、面積の広い物件を複数の劏房に改造することにより家賃収入の増加が見込めたため、工業ビルを居住用の劏房へと違法に改造する者も現れた。
ある統計によると、2011年の香港では約64,900人が劏房に居住していたが、2013年には2倍近くに増加した。2016年には20万人を超える人々が劏房に居住していると推計された。
初期の劏房は唐楼や、築年の古いエレベーター付きのビルにしか存在しなかったが、近年の家賃上昇に伴い、家主はより多くの家賃を徴収するために、劏房を作りたいと考えるようになった。その結果、劏房は美孚新邨や太古城のような大規模な集合住宅地でも見られるようになった。
2014年に香港特区政府が実施した調査によると、築25年以上の民間住宅と多目的用途建築物（村屋を除く）の合計約24,600棟に劏房が存在し、その総数は約86,400戸（元々の1部屋が平均3.5の劏房に分割されている計算）で、1人当たりの居住面積は約5.7平米に過ぎなかった。
2015年に実施されたNGOの調査によると、劏房住人の1人当たりの居住スペースは48ft2であり、これは懲教署管轄下にある刑務所居室の1人当たりの標準スペースに匹敵している。4から5人で劏房に住む世帯の1人当たりの居住スペースはさらに少なく、刑務所よりもさらに悪いと指摘されている。
2018年1月、政府統計処が出版した『2016年中期人口統計主題性報告：居於分間樓宇單位人士』では、 約21万人が劏房に住んでおり、その30％近くが25歳以下、月収の中央値は13,500ドルで、香港全体の中央値25,000ドルを下回った。そのうち5,000人以上が幹部、管理職、専門職であった。

#### 安全問題

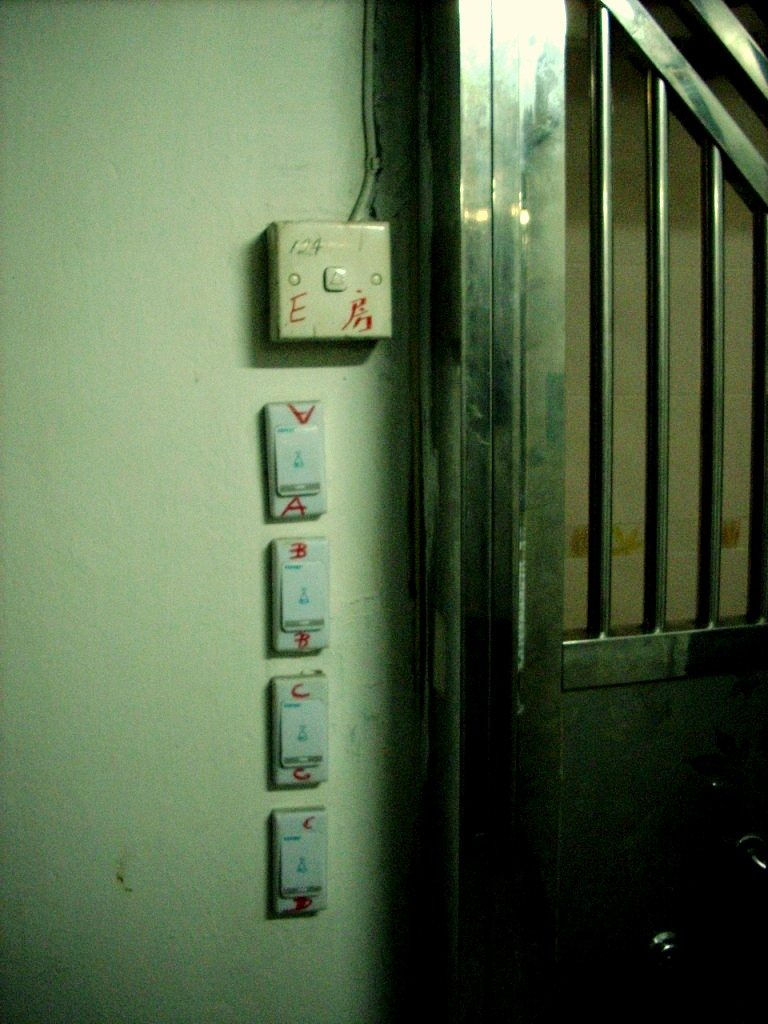
劏房の玄関の外には、居住者との連絡を容易にするために5つの呼び鈴が設置されている

劏房のほとんどが当局に改築を申請していない。さらには排水設備を敷設する目的で構造壁を取り払ったり、床面を高くしたりする違反者さえおり、そのため建物に構造上の問題が生じている。また、同一フラット内に複数の部屋があり、同じフラットに住む世帯数が当初の計画より多くなっているため、人数が多いために通路が明らかに狭く、防火安全上の問題が生じやすい。2008年1月1日から2011年4月30日までに、香港政府は4,000件以上の劏房に関する苦情を受け、不適合なケースに対して70件以上の撤去命令を出した。これら劏房は、浸水、建物の構造的負荷、火災避難経路に関する安全規程違反などの問題を抱えていた。

#### 物件所有者による電気・水道代の過大請求
2018年7月、香港大学ロナルド・コース財産権研究センターが關注基層住屋聯席（草の根階層住宅問題検討連盟）と共同で実施した調査によると、劏房入居者は物件所有者に対して、本来の電気料金の約40％、水道料金の約1.2倍をそれぞれ支払っていることがわかった。入居者の中には、家主が過大請求をしているのではないかと疑い、試しにエアコンや洗濯機のスイッチを入れずに1週間家を空けてみたが、電気メーターにはあまり変化がなかったようだ。彼らは大家が電気代や水道代を過大請求しているのは不合理であると批判している。また、入居者と家主との間で交わされた書面による賃貸借契約書の68.5％に印紙（一般に「打厘印（スタンプを押す）」と呼ばれる、契約書を登記簿に登録することで、契約当事者双方を保護すること）がなく、入居者が家主による電気代や水道代の過大請求を回収することが難しくなっていた。

##### 規制案
劏房が引き起こす建築物への安全リスクに対して、2011年6月香港政府は、非構造壁、床の改変、避難経路に通じる開口部などに及ぶ劏房の工事を小型工程監管制度に含める計画を発表した。
2016年6月に淘大工業村で発生したミニ倉庫の火災（淘大工業村迷你倉大火）を受け、香港政府は「工廈劏房（工業ビル内の劏房）」に対する検査と取り締まりを強化し、また工業ビルのユニットを居住用劏房に改変することを犯罪とし、より重い罰則を科す法改正を検討するとともに、物件所有者、又貸しの大家、または関係企業が個人ベースで刑事責任を負うことを示唆した。

#### 影響
過去に政府が長期にわたって住宅供給を抑制した結果、住宅が不足し、不動産価格や家賃が高騰したため、多くの市民は法外な家賃を払えず、劏房といった理想的とは言えない住環境に住まざるを得なくなり、これが政府に対する信頼を失う原因となったと考えられている。
2018年、ある団体の調査によると、過密状態、劣悪な衛生状態、火災の危険性、低い治安水準により、一部の劏房入居者に抑鬱や不安の症状が見られ、治療が必要な気分障害と診断された者もいたという。

#### 賃貸管理の実施
2022年1月22日、劏房の賃貸管理を実施する《業主與租客（綜合）條例》第IVA部が施行された。同条例の施行は、差餉物業估價署（固定資産税評価局）が担当している。政府はNGOに委託し、6つの地域服務隊を設置し、差餉物業估價署を支援させ、地区レベルでの新法制の推進、新規制に関する市民の意識向上、一般的な問い合わせへの対応などを行わせている。また政府はNGOに委託して、劏房の賃貸管理に関する情報を広報・教育目的で共有するための『「劏房」租務管制資訊平台 (網址: www.sdu-info.org.hk アーカイブ 2022年4月26日 - ウェイバックマシン)を設置・管理している。

### 「簡樸房」概念の導入
李家超政権は、2024年施政報告の中で、劏房の賃貸制度を法制化し、窓、独立したトイレ、8平米以上の面積などを要件とした「簡樸房（英語: Basic Housing Unit）」の基準を導入すると発表した。上記の基準を満たさない劏房は、「簡樸房」基準を満たすように改築されなければならず、また専門家によって認定されなければ貸し出すことはできず、違反した物件所有者は刑事責任を問われる。この法律が施行されるまでには猶予期間が設けられる。さらに政府は、登記を済ませたオーナーが猶予期間を享受できるよう、登録制度を設ける予定である。

## 広州
2013年、広州海珠区鶴鳴四巷には、民国時期に広州市長を務めた李福林の妾宅であったという歴史的建築物があったが、邸宅の内部は解体され、細分化して賃貸するために改造され、建物は30以上の部屋に「劏」され、それぞれの部屋には水道や電気、鍵やドア、キッチンやトイレが作られた。
広州科学城近くの雲城では、万科が13平米の超小型住宅を開発したが、これは世間では劏房と呼ばれている。

## 劏房に関連した事件
- 2011年花園街排檔四級火
- 馬頭圍道唐樓倒塌事件